# Pycnogonum eltanin
Pycnogonum eltanin är en havsspindelart som beskrevs av Fry, W.G. och J.W Hedgpeth 1969. Pycnogonum eltanin ingår i släktet Pycnogonum och familjen Pycnogonidae. Inga underarter finns listade i Catalogue of Life.